# ماريسا ويليامسون
ماريسا ويليامسون (بالإنجليزية: Marisa Williamson)‏ هي فنانة أمريكية، ولدت في 1985.